# Brixton (metropolitana di Londra)
Brixton è una stazione della metropolitana di Londra, capolinea meridionale della linea Victoria.

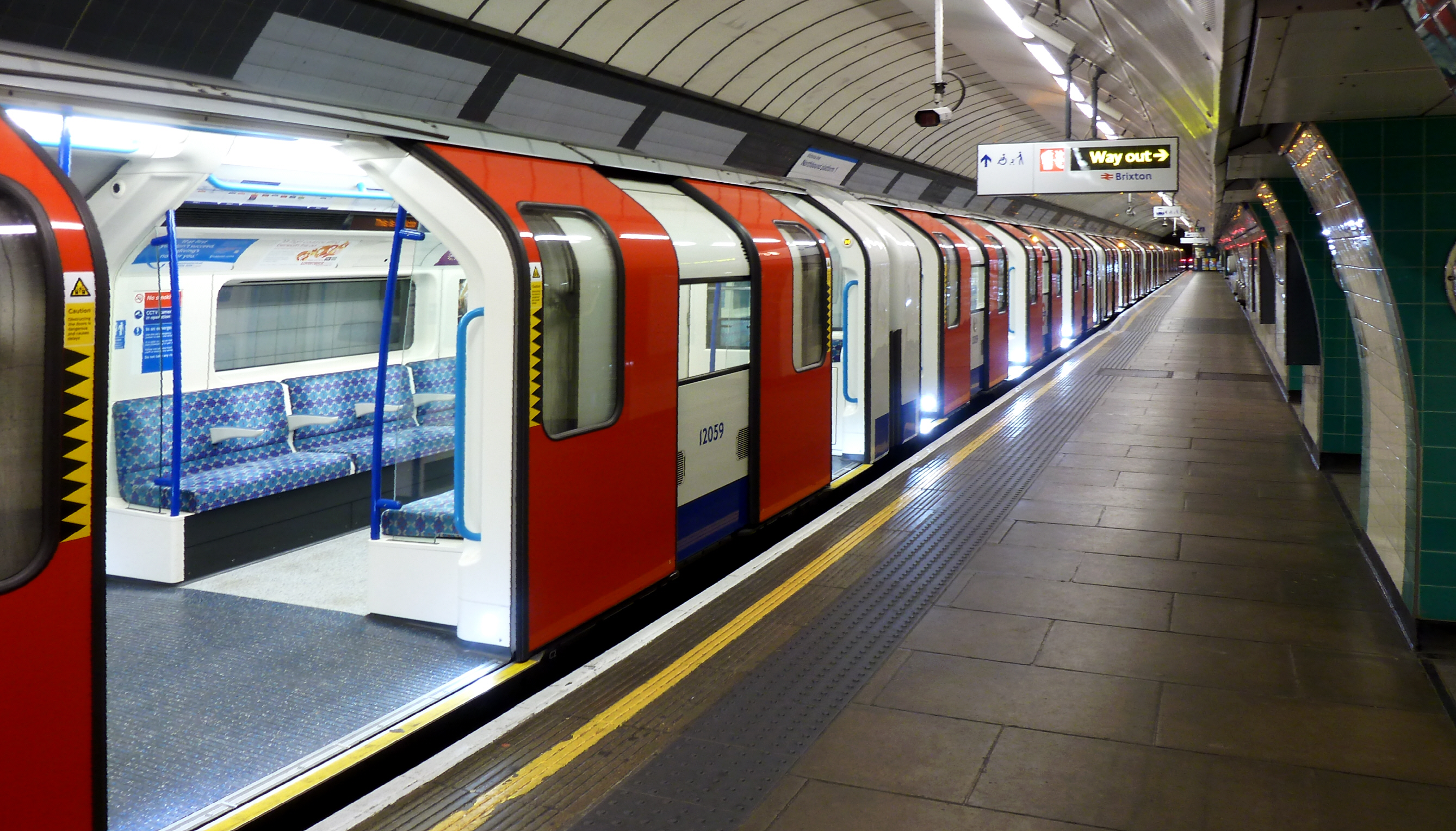
Treno in partenza dai binari della stazione

## Storia
È stata aperta nel luglio del 1971 dalla London Transport Executive, la società che fino al 1984 gestiva i servizi di trasporti pubblici nel consiglio della Grande Londra.

## Interscambi
La stazione della metropolitana di Brixton è localizzata a circa 100 metri dalla stazione ferroviaria omonima, che si trova sulla linea ferroviaria di Chatham, gestita dalla compagnia Southeastern.
Nelle vicinanze della stazione effettuano fermata numerose linee urbane automobilistiche, gestite da London Buses.
- Stazione ferroviaria (Stazione di Brixton - linee nazionali)
- Fermata autobus

Benché anche la Overground corra nelle vicinanze della stazione, non ci sono stazioni di questa nelle vicinanze, dato che la South London Line, su cui transita la Overground, non ha fermate in quella zona.

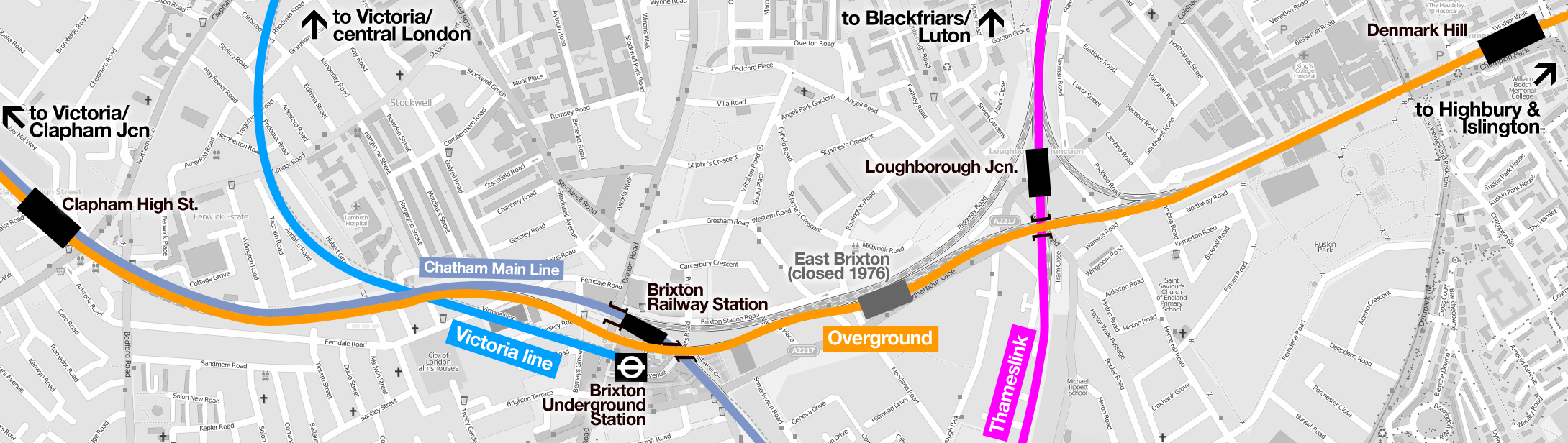
Mappa delle linee ferroviarie che passano per Brixton

## Servizi
La stazione dispone di:
- Accessibilità per portatori di handicap
- Ascensori
- Scale mobili
- Biglietteria
- Wi-Fi
- Infopoint

## Nella cultura di massa
Nel episodio della serie tv Lost "Fuoco e acqua", uscito nel 2006, una breve parte è stata girata in una riproduzione della stazione della metropolitana di Brixton.